# 아서 콤프턴
아서 콤프턴(Arthur Holly Compton, 1892년 9월 10일-1962년 3월 15일)은 미국의 물리학자이다.
콤프턴 효과를 발견한 공로로 1927년 노벨 물리학상을 수상하였다.

## 생애
아서 콤프턴은 1892년 오하이오주 우스터(Wooster)에서 태어났다.
그의 아버지는 아서 콤프턴이 다녔던, 우스터 대학교(Wooster University, 나중에 College of Wooster로 바뀜)의 학장이었다.
그의 형, 칼도 우스터 대학에 다녔고, 물리학자가 되었으며, 나중에 MIT의 총장이 되었다.
그의 둘째 형, 윌슨 콤프턴(Wilson Martindale Compton)도 우스터 대학을 나와서 외교관이 되었고, State College of Washington(후에 워싱턴 주립 대학교로 바뀜)의 총장이 되었다.
삼형제 모두 프린스턴 대학에서 박사 학위를 받았다.

1913년경, 아서 콤프턴은 지구의 공전을 증명하는 방법을 고안했다.
1918년, 그는 X선 산란에 대한 연구를 시작했다.
1922년, 콤프턴은 자유전자에 의해 방사되는 에너지의 산란 때문에 X선 파장이 증가하는 것을 발견하였다.
이 산란된 양은 원래 X선이 갖고 있던 에너지 보다 적은 에너지를 갖는다.
"콤프턴 효과"또는 "콤프턴 산란"이라고 알려진 이 발견은 전자기 복사의 입자 개념을 증명하였고, 이 공로로 1927년 콤프턴은 노벨 물리학상을 수상하게 된다.
콤프턴은 동시에 각각의 산란된 X선 광자들과 전자들을 관찰하는 방법을 아프레도 사이먼(Alfred W. Simon)과 함께 개발하였다.
독일에서, 발터 보테(Walther Bothe)와 한스 가이거(Hans Geiger)에 의해 유사한 방법이 독자적으로 개발되었다.